# Charles Curtis
Charles Curtis (Topeka, Kansas; 25 de enero de 1860-Washington D. C., 8 de febrero de 1936) fue un abogado y político estadounidense. Fue vicepresidente de los Estados Unidos desde 1929 hasta 1933 bajo el mandato del presidente Herbert Hoover.
Charles Curtis, nacido el 25 de enero de 1860 en North Topeka, Territorio de Kansas, un año antes de que Kansas fuera admitido como estado, tenía aproximadamente 3⁄8 de ascendencia nativa americana y 5⁄8 de europeo americano. Su madre, Ellen Papin (también deletreada Pappan), era Kaw, Osage, Potawatomi y francesa. Su padre, Orren Curtis, era de ascendencia inglesa, escocesa y galesa. Por parte de su madre, Curtis era descendiente del jefe Pluma Blanca de la Nación Kaw y del jefe Pawhuska de los Osage.
Las primeras palabras de Curtis cuando era niño fueron en francés y kansa, ambos idiomas aprendidos de su madre. Ella murió en 1863, cuando él tenía 3 años, pero él vivió durante algún tiempo a partir de entonces con sus abuelos maternos en la reserva de Kaw y regresó a ellos en años posteriores. Aprendió a amar los caballos de carreras; más tarde, fue un jinete de gran éxito en las carreras de caballos de la pradera.
Después de que la madre de Curtis muriera en 1863, su padre se volvió a casar pero pronto se divorció. Durante su servicio en la Guerra Civil, Orren Curtis fue capturado y encarcelado. Durante este período, el niño Charles fue cuidado por sus abuelos maternos. Más tarde también lo ayudaron a tomar posesión de la tierra de su madre en North Topeka, que, bajo el sistema matrilineal de Kaw, heredó de ella. Su padre intentó sin éxito hacerse con el control de esta tierra. Orren Curtis se casó por tercera vez y tuvo una hija, Theresa Permelia "Dolly" Curtis, nacida en 1866 después del final de la guerra.
El 1 de junio de 1868, 100 guerreros Cheyenne invadieron la Reserva Kaw. Los hombres de Kaw se pintaron la cara, se pusieron ropajes y cabalgaron para enfrentarse a los Cheyenne. Los guerreros indios rivales hicieron una exhibición de excelente equitación, acompañada de gritos de guerra y descargas de balas y flechas. Los colonos blancos aterrorizados se refugiaron en el cercano Council Grove. Después de unas cuatro horas, el Cheyenne se retiró con algunos caballos robados y una ofrenda de paz de café y azúcar de los comerciantes de Council Grove. Nadie había resultado herido en ninguno de los lados. Durante la batalla, Joe Jim, un intérprete de Kaw, galopó 97 kilómetros hasta Topeka para pedir ayuda al gobernador. Montando con Jim estaba Charles Curtis, de ocho años, entonces apodado "Indian Charley".
Curtis se volvió a inscribir en Kaw Nation, que había sido trasladado de Kansas al Territorio Indio cuando era un adolescente. Curtis fue fuertemente influenciado por ambos grupos de abuelos. Después de vivir en la reserva con sus abuelos maternos, M. Papin y Julie Gonville, regresó a la ciudad de Topeka. Allí vivió con sus abuelos paternos mientras asistía a Topeka High School. Ambas abuelas alentaron su educación. 
Curtis leyó derecho en una firma establecida donde trabajaba a tiempo parcial. Fue admitido en el colegio de abogados en 1881 y comenzó su práctica en Topeka. Se desempeñó como fiscal del condado de Shawnee, Kansas, desde 1885 hasta 1889.